# Graincourt-lès-Havrincourt
Graincourt-lès-Havrincourt è un comune francese di 638 abitanti situato nel dipartimento del Passo di Calais nella regione dell'Alta Francia.

## Società

### Evoluzione demografica
Abitanti censiti